# Bussola (architettura)

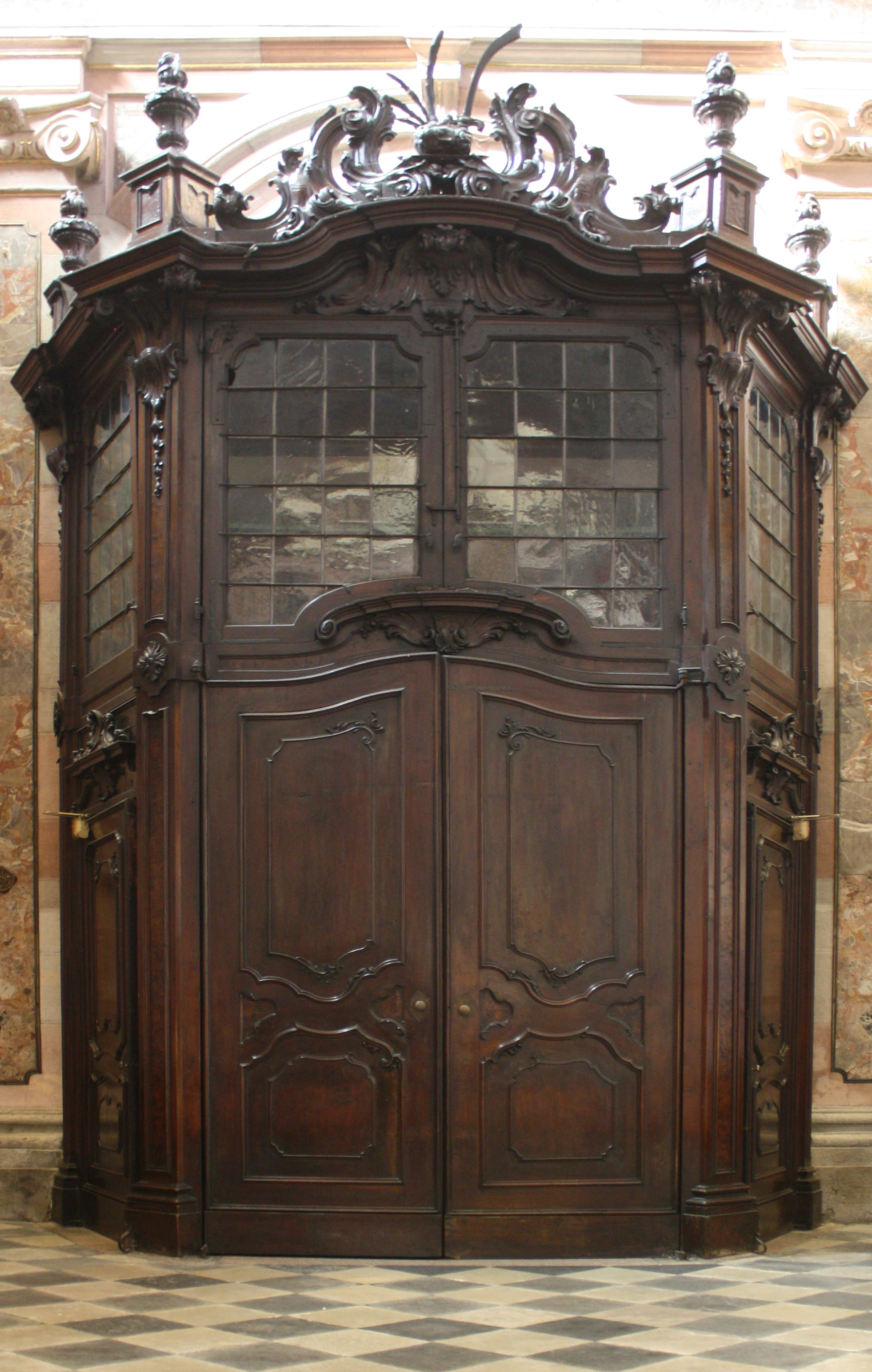
Bussola centrale della basilica di San Giovanni Battista di Busto Arsizio

La bussola è un elemento architettonico di accesso agli edifici costituito da un ambiente chiuso separato da due porte, una che dà l'accesso all'esterno e una che lo dà all'interno dell'edificio dove è posta.

## Descrizione
È un elemento molto diffuso nelle chiese, dove la bussola, generalmente in legno, crea un piccolo vano di accesso ricavato all'interno della stessa.

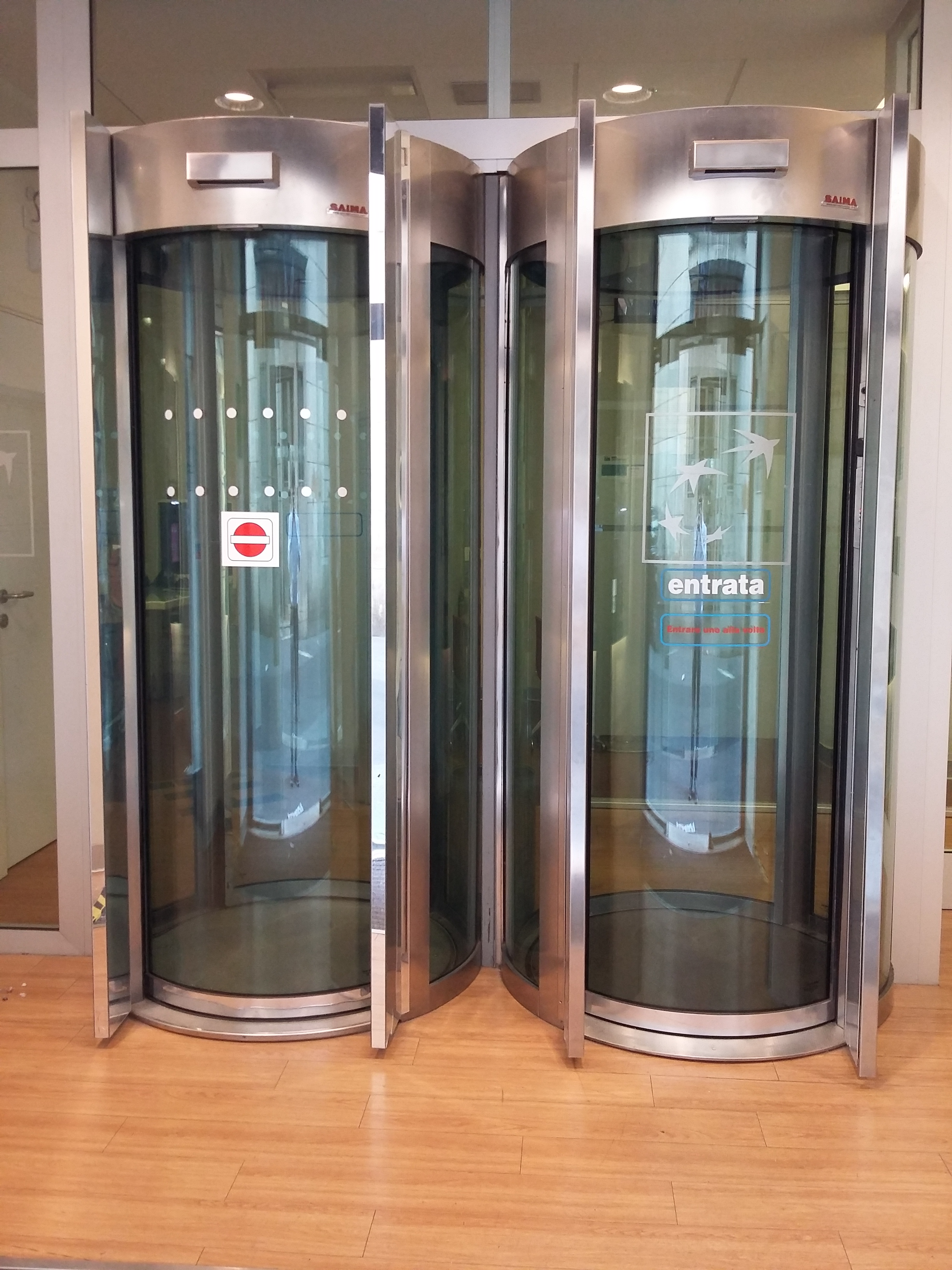
Bussole ad interblocco con metal detector all'ingresso di una banca.

### Sicurezza
La bussola ad interblocco, che non consente l'apertura contemporanea di entrambe le porte, è un elemento molto frequente nei luoghi ad alto rischio di attacchi, specialmente di rapine, come le banche. La sua funzione è quella di dare la possibilità agli occupanti dello spazio protetto di controllare e regolare a vista l'ingresso di persone e, quando è presente un rilevatore di masse metalliche collegato all'allarme, di evitare che entrino individui armati. La struttura, necessariamente corazzata ed anti-proiettile, è generalmente composta da un'armatura metallica e vetri stratificati, che però non sempre sono anti-effrazione, mentre la pianta può essere circolare, semicircolare o quadrangolare. In molti casi le bussole hanno dimensioni ridotte per rendere difficile l'ingresso di più di una persona alla volta e sono abbinate quasi sempre ad altri apparati di sicurezza, come telecamere di videosorveglianza, allarme antifurto e sistemi di identificazione biometrica.